# Vlag van Dessel
De vlag van Dessel werd door de gemeenteraad op 19 november 1979 officieel vastgesteld als de gemeentelijke vlag van de Antwerpse gemeente Dessel. Op 6 juni 1989 werd hij door het Bestuur van Vlaanderen bevestigd en uiteindelijk gepubliceerd op 8 november 1989 in het officiële Belgisch Staatsblad.
Officieel wordt de vlag beschreven als:
Zwart met een geel uitgeschulpt schuinkruis.
De vlag is volledig gebaseerd op het gemeentewapen en ziet er dus helemaal hetzelfde uit.

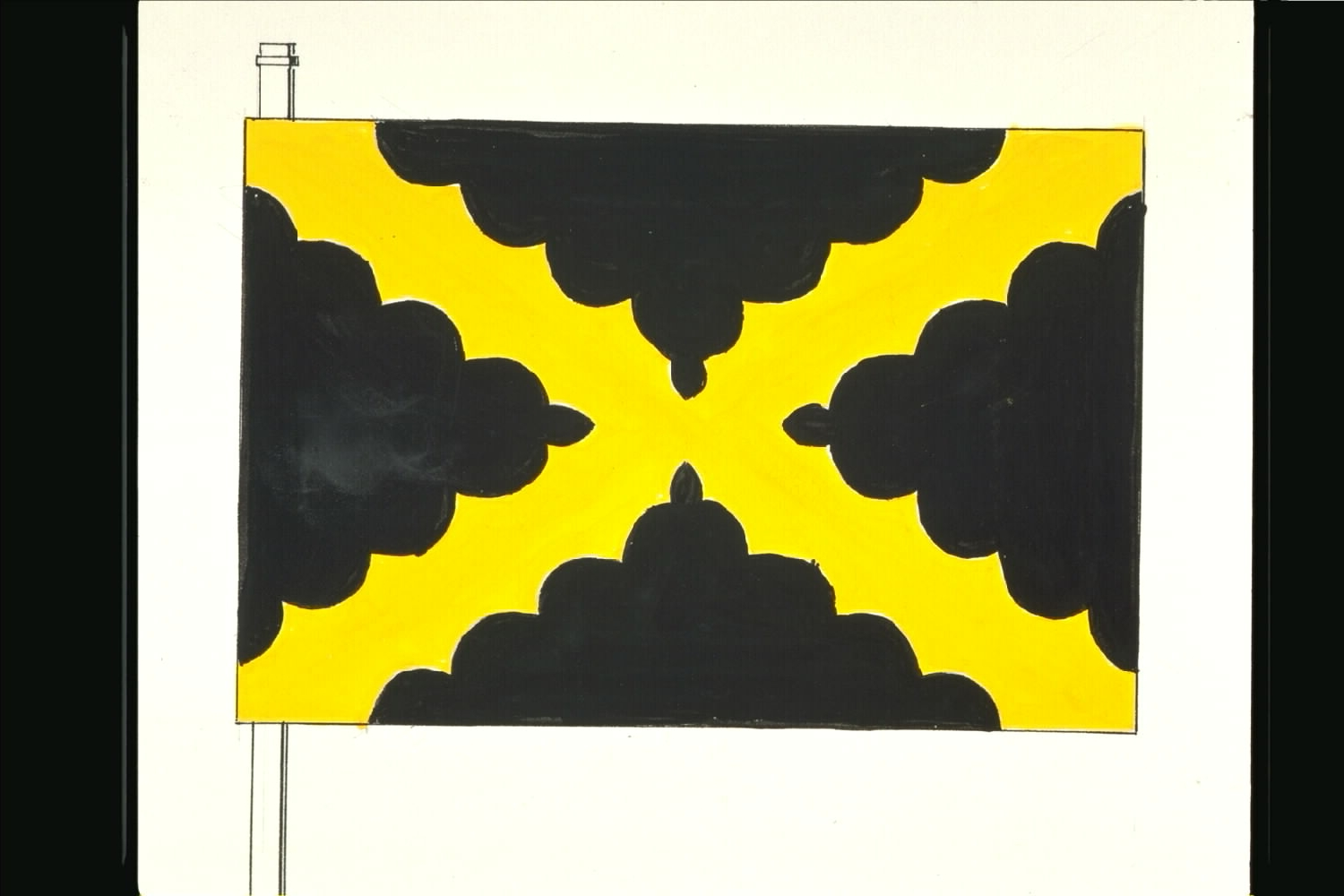
Officiële tekening van de vlag